# Neoxyphinus murici
Neoxyphinus murici – gatunek pająków z rodziny Oonopidae.

## Taksonomia
Gatunek ten opisany został po raz pierwszy w 2017 roku przez Níthomasa M. Feitosę i Alexandre Bragio Bonaldo na łamach „Zootaxa”. Jako lokalizację typową wskazano Estação Ecológica de Murici w Murici w brazylijskim stanie Alagoas. Epitet gatunkowy pochodzi od tejże lokalizacji.

## Morfologia
Holotypowy samiec ma 2,18 mm, a paratypowa samica 2,41 mm długości ciała. Karapaks jest szeroko-owalny w zarysie, ziarenkowany, o silnie wyniesionej części głowowej, pozbawiony kolców na powierzchniach tylno-bocznych oraz ząbkowania na krawędziach bocznych. Jego ubarwienie jest ciemnoczerwonobrązowe. Wysoki nadustek ma lekko obrzeżoną, prostą w widoku przednim krawędź. Kolor szczękoczułków, szczęki i wargi dolnej jest pomarańczowobrązowy. Pomarańczowobrązowe, tak długie jak szerokie sternum ma duże, okrągłe dołki. Odnóża są pomarańczowobrązowe. Opistosoma (odwłok) ma pomarańczowobrązowe, silnie punktowane, w przedniej części pozbawione ząbków skutum grzbietowe oraz ciemnoczerwonobrązowe skutum epigastryczne i ciemnoczerwonobrązowe, u samicy prawie półkoliste skutum postepigastryczne. 
Genitalia samicy cechują się płytkimi kieszonkami w bruździe łączącej tylne przetchlinki i niewyraźnymi apodemami. Nogogłaszczki samca są w całości żółte, wyposażone w ciemny, silnie zakrzywiony przednio-bocznie, embolus o przesuniętym dosiebnie otworze ejakulacyjnym i skierowanym tylno-bocznie wierzchołku.

## Rozprzestrzenienie
Pająk neotropikalny, endemiczny dla Brazylii, znany ze stanów Alagoas, Bahia i Sergipe. 